# 尾崎野乃香
尾崎野乃香（日语：／ Ozaki Nonoka，2003年3月23日—），日本女子摔跤运动员。她曾代表日本参加世界摔跤锦标赛，获得一枚金牌和一枚铜牌。她也曾参加2018年夏季青年奥林匹克运动会。